# Sora Matsushima
Pour les articles homonymes, voir Matsushima.
Sora Matsushima (松島 輝空, Matsushima Sora), né le 29 avril 2007 dans la préfecture de Kyoto,, est un pongiste japonais.

## Biographie
Ses parents, Takashi et Yumiko, sont d'anciens pongistes professionnels de haut niveau. Ils ont été demi-finaliste en double mixte aux championnats de Japon en 2001. Il est également le petit neveu de l'ancien sextuple médaillé aux championnats du monde Tokio Tasaka (de).
En 2021, il est sacré champion du monde cadet en simple, en double messieurs avec Félix Lebrun et en double mixte avec Miwa Harimoto.
En 2023, il s'incline par 4 set à 2 contre le suédois Mattias Falck en finale du WTT Contender de Rio de Janeiro.
En janvier 2024, il devient champion du Japon en simple dans la catégorie junior. Il remporte successivement en double messieurs avec Tomokazu Harimoto le WTT Contender de Tunis puis le WTT Star Contender de Bangkok. 
Il est le 27e joueur mondial en juillet 2024.
En janvier 2025, il devient champion du Japon en simple battant Tomokazu Harimoto en demi-finale et Hiroto Shinuzuka en finale.

## Parcours en club
Il signe pour la saison 2020-2021 dans le club des Kinoshita Meister Tokyo qui évolue en T.League. 

## Sponsoring
Il est sponsorisé par la marque japonaise Butterfly.